# Хмельницкая, Екатерина Богдановна
Екатери́на Богда́новна Хмельни́цкая (укр. Катерина Богданівна Хмельницька; умерла в 1668 году) — старшая дочь Богдана Хмельницкого и Анны Сомко.

## Биография
В 1656 году Екатерина была выдана замуж за быховского полковника Даниила Выговского, брата генерального писаря и будущего гетмана Ивана Выговского. Этот брак в значительной мере укрепил позиции последнего в окружении её отца. В условиях гражданской войны брак сохранился недолго. Даниил Выговский после неудачной осады Киева оказался в плену у царских войск и был казнён за измену 30 ноября 1659 года под Калугой, а его родовые имения были конфискованы польскими властями. 
После Екатерина вышла замуж за Павла Тетерю — врага её деверя И. Выговского и инициатора его позорной казни поляками 16 марта 1664 года. Тетеря был гетманом Правобережной Украины с 1663 по 1665 год, однако после военных неудач отказался от гетманства и, прихватив войсковую казну, государственный архив и гетманские клейноды, бежал в Польшу, где в обмен на высокий титул принял католичество. Впрочем, остаётся неясным, поехала ли вместе с ним и Екатерина. 
Тем не менее, известна точная дата её смерти: 1668 год.